# Pupki (województwo podlaskie)
Pupki – wieś kurpiowska w Polsce położona w województwie podlaskim, w powiecie kolneńskim, w gminie Turośl.
W latach 1975–1998 miejscowość położona była w województwie łomżyńskim.

## Położenie
Pupki leżą na skraju Puszczy Zielonej, ok. 2 km na północny wschód od meandrującej Pisy, przy lokalnej drodze. Na wschód od wsi wyróżnia się zalesiona Góra Łysocha (132,6 m n.p.m.)

## Historia
W czasach zaborów w granicach Imperium Rosyjskiego. W 1802 w Pupkach gospodarowało 9 rolników i był 1 chałupnik. W 1819 było 9 gospodarstw rolniczych i 3 chałupnicze, łącznie 96 mieszkańców, z których aż 75 nosiło nazwisko Pupek. Liczba mieszkańców utrzymała się w 1829 (96, w 12 domostwach). W latach 1921–1939 ówczesna kolonia leżała w województwie białostockim, w powiecie kolneńskim, w gminie Czerwone.
Według Powszechnego Spisu Ludności z 1921 roku zamieszkiwało tu 145 osób w 26 budynkach mieszkalnych. Miejscowość należała do parafii rzymskokatolickiej w Kolnie. Podlegała pod Sąd Grodzki w Kolnie i Okręgowy w Łomży; właściwy urząd pocztowy mieścił się w Kolnie.
W wyniku napaści ZSRR na Polskę we wrześniu 1939 miejscowość znalazła się pod okupacją sowiecką. 2 listopada została włączona do Białoruskiej SRR. 4 grudnia 1939 włączona do nowo utworzonego obwodu białostockiego. Od czerwca 1941 roku pod okupacją niemiecką. 22 lipca 1941 włączona w skład okręgu białostockiego III Rzeszy.

## Demografia
- 1819 − 96[5]
- 1829 − 96[5]
- 1921 − 145[5]
- 2019 − 124[12]
- 2021 − 119[1]

## Religia
Wierni kościoła rzymskokatolickiego należą do parafii św. Jana Ewangelisty w Zabielu.